# Сорока Михайло Михайлович (журналіст)
Миха́йло Миха́йлович Соро́ка (нар. 6 лютого 1948, с. Романів Луцького району Волинської області) — український журналіст, громадський діяч. Заслужений журналіст України.
Член Національної спілки журналістів України.
Брат історика Юрія Сороки, чоловік музейниці Галини Сороки.

## Життєпис
Народився на Волині, навчався в Романівській 8-річній школі й Луцькій середній школі-інтернаті. Закінчив факультет журналістики Київського державного університету імені Тараса Шевченка (1972).
У професійній журналістиці з 1966 року: літпрацівник районної газети «Ленінським шляхом» (м. Ківерці Волинської області), у якій ще зі шкільних років друкувався як юнкор; під час навчання в університеті був заступником редактора газети студентських будівельних загонів України в Тюменській області «Горизонт» (в літні періоди, 1968, 1969); кореспондент, завідувач відділу кореспондентської мережі газети «Радянська Україна» (1972—1984). Перебував на партійній роботі (1984—1990): завідувач сектору преси Київського міськкому Компартії України; інструктор, а з 1987 року — консультант сектору газет і журналів ідеологічного відділу ЦК КПУ. Учасник ліквідації наслідків аварії на Чорнобильській АЕС (з групою журналістів навесні 1986-го побував у тунелі, що вів до охолоджувальної системи під зруйнованим 4-м енергоблоком атомної станції, та на місцях роботи шахтопрохідників, які здійснювали підкоп під реактор). 
Від часу створення газети «Урядовий кур'єр» — її головний редактор (1990—2008). Згодом — заступник генерального директора Укрінформу (2008—2012), завідувач відділу цього агентства.

## Творчий доробок
Автор книжок публіцистики «Мандрівки у просторі й часі», «Світ відкриває Україну», «Кроки у незвідане», «Сіднейська Олімпіада в українському контексті», «Ігри біля Солоного озера», «З Олімпії до Афін — через Україну», «Зоряне тяжіння», «В олімпійській сім'ї — Україна», «Блогосфера не має кордонів». Співупорядник збірника «Вистраждане і пережите. Мемуари Олега Бабишкіна і спогади про нього» (2013), автор багатьох журнальних, газетних публікацій та творів, що ввійшли до альманахів і художньо-публіцистичних збірників: «Слово — зброя?» (2009), «В об'єктиві часу: київські журналісти про колег, свою професію, творчі будні редакційних колективів, спілчанське життя» (2009), «Вчителі-наставники журналістів з Київського університету» (2011), «Доля, створена талантом. Спогади про Володимира Боденчука» (2011), «Вогонь його серця. Спогади про Анатолія Москаленка» (2014) та ін. Один з авторів-упорядників, член редколегії альманаху Київської організації НСЖУ «Київський журналіст» (2017). Перекладач книжки «Залишаючи рідний дім. Надзвичайне життя Петра Яцика» (2018).

## Громадська діяльність
Член правління Національної спілки журналістів України, багаторічний голова правління Київської організації НСЖУ. Член Асоціації спортивних журналістів України. Заступник голови ради Міжнародного громадського об'єднання «Волинське братство», головний редактор (на громадських засадах) журналу «Волинь моя», член редколегій журналу «Пам'ять століть», щорічника «Україна дипломатична», альманаху «Київський журналіст». У різний час був також секретарем НСЖУ, членом колегії Держкомтелерадіо України, членом Ради з питань інформаційної політики при Президентові України, редакційної ради журналу «Журналіст України».

## Нагороди, відзнаки
- Орден «За заслуги» II ст. (2007), III ст. (1998)
- Почесне звання «Заслужений журналіст України» (1996)
- Почесна грамота Кабінету Міністрів України (2000)
- Почесна грамота Президії Верховної Ради УРСР
- Почесна грамота Центральної виборчої комісії (2005)
- Орден Святого рівноапостольного князя Володимира Великого III ст. (1999, УПЦ КП)
- Мистецька премія «Київ» імені Анатолія Москаленка
- Премія імені Івана Франка у галузі інформаційної діяльності (2021)
- Премія імені Дмитра Нитченка (2001)
- Міжнародна літературна премія імені Миколи Гоголя «Тріумф» (2003)
- Премія імені Івана Огієнка (2018)[4]
- Премія «Незалежність» (Київської організації НСЖУ)
- Лауреат конкурсів Асоціації спортивних журналістів України: призи «Зал слави. Золотий фонд АСЖУ» (2002), «Олімпійська вершина» (2006), «За вірність спортивній журналістиці» (2008), «За вагомий внесок у спортивну журналістику України» (2012) та ін.

## Захоплення
Спорт, література, подорожі.